# Stefanaconi
Stefanaconi es un municipio situado en la provincia de Vibo Valentia, en Calabria (Italia). Tiene una población estimada, a fines de septiembre de 2021, de 2350 habitantes.

## Demografía
| Gráfica de evolución demográfica de Stefanaconi entre 1861 y 2021 |
|                                                                   |
| fuente ISTAT - elaboración gráfica a cargo de Wikipedia           |